# Siderurgia de Völklingen
A Siderurgia de Völkilingen situa-se perto da cidade alemã de Völklingen e é a única em toda a Europa Ocidental e América do Norte que, sendo equipada entre o final do século XIX e começo do século XX, desde então se manteve intacta. Ocupa 6 hectares.
O Engenheiro Julius Bruch construiu a fundição em 1873, que interrompeu as operações seis anos depois em virtude dos altos impostos cobrados. Dois anos depois vendeu a fundição a Carl Röchling, que no ano seguinte inaugurou o primeiro alto-forno.
O investimento deu certo e em 1890 Völkilingen já era a maior produtora de vigas de aço do império germânico. Quase dez anos depois, em 1898/1899 testaram a gasolina como combustível, e obtiveram êxito, sendo que em 1900 já usavam gasolina em motores de combustão interna.
Em 1911 Völkilingen já era uma indústria e produzia diversos tipos de artigos, além de todo tipo de bugigangas de aço e ferro, faziam também fertilizantes, amoníaco e benzina, entre outros subprodutos da combustão. Mais tarde, durante a Segunda Guerra Mundial, muitas pessoas, da Rússia, Itália, Holanda, Bélgica e Luxemburgo, entre outros, trabalharam na fundição, muitos em péssimas condições de trabalho.
Depois do fim da guerra os franceses assumiram a administração das fábricas, e cerca de 17 mil empregados trabalharam na fundição naquela época, o que foi um recorde da história da indústria.
Em 1986 a fundição fecha as portas. É decidido que as construções e equipamentos deviam ser preservados por seu valor histórico. Em 1994 é escolhida como Patrimônio Mundial da UNESCO.
Em 2000 104 mil pessoas visitam o local, e em 2004 é inaugurado o Tour científico “Ferrodrom® - adventure world of iron ” ou Ferrodrom, a aventura no mundo do aço.

## Galeria

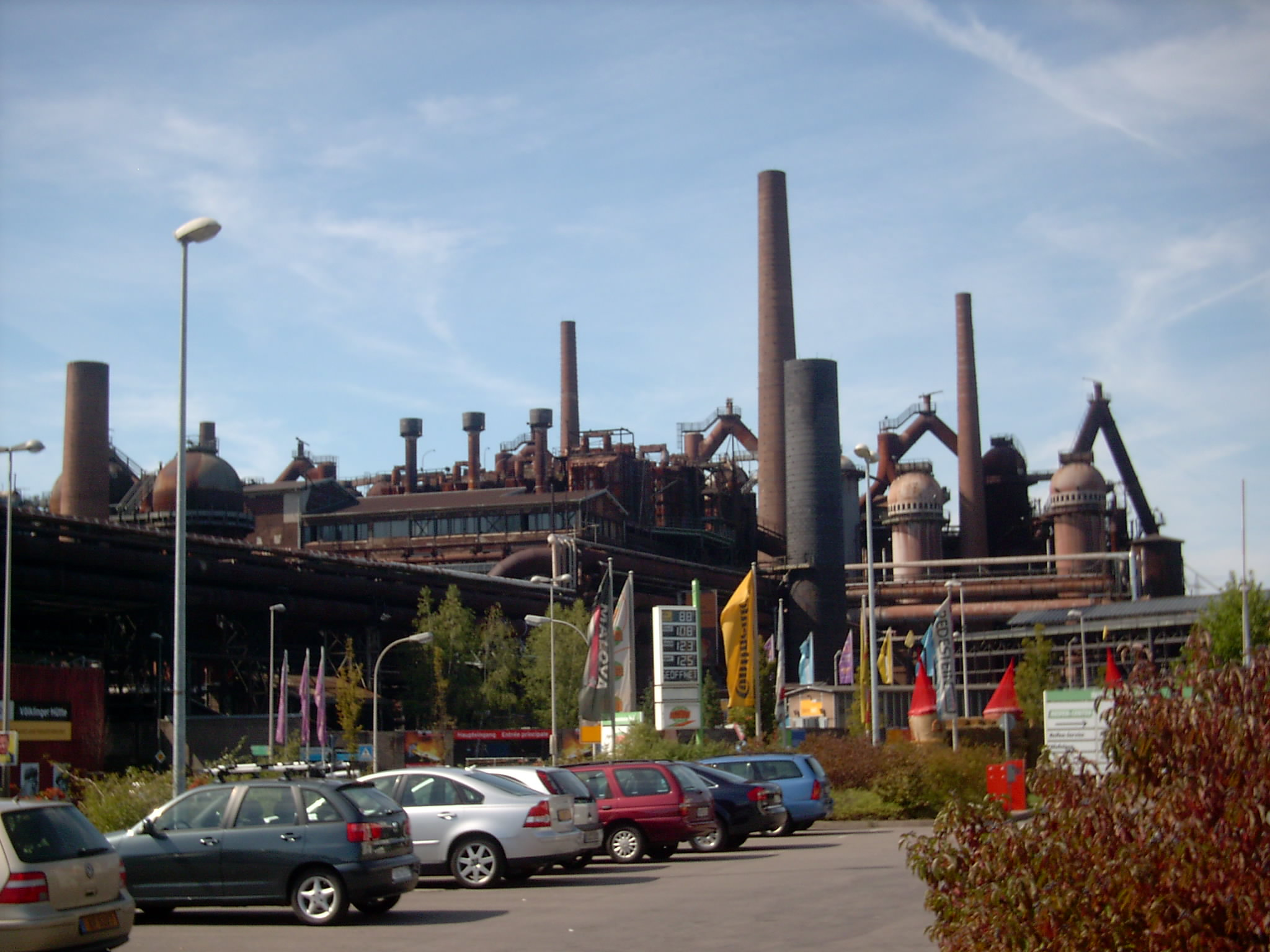
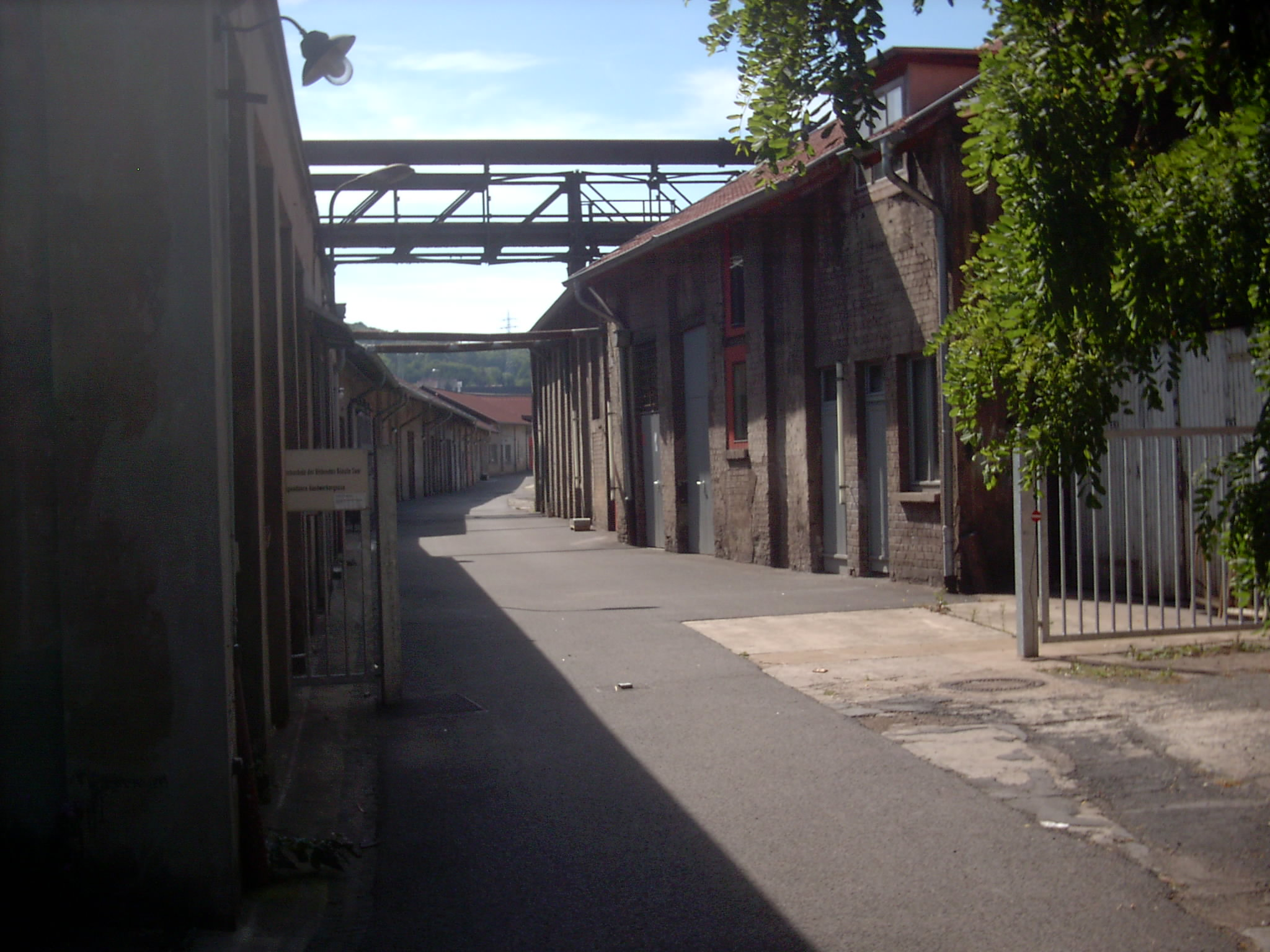
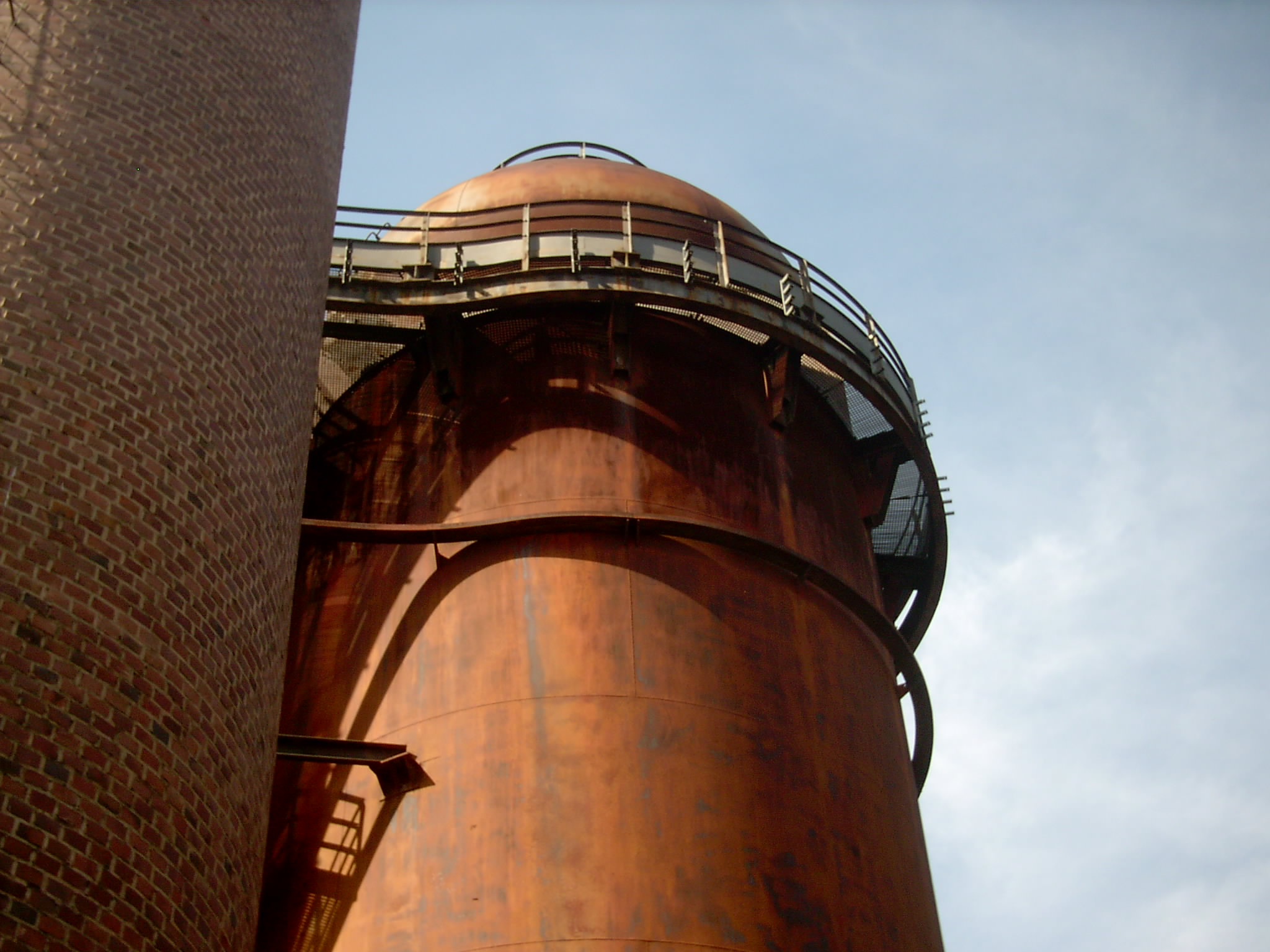
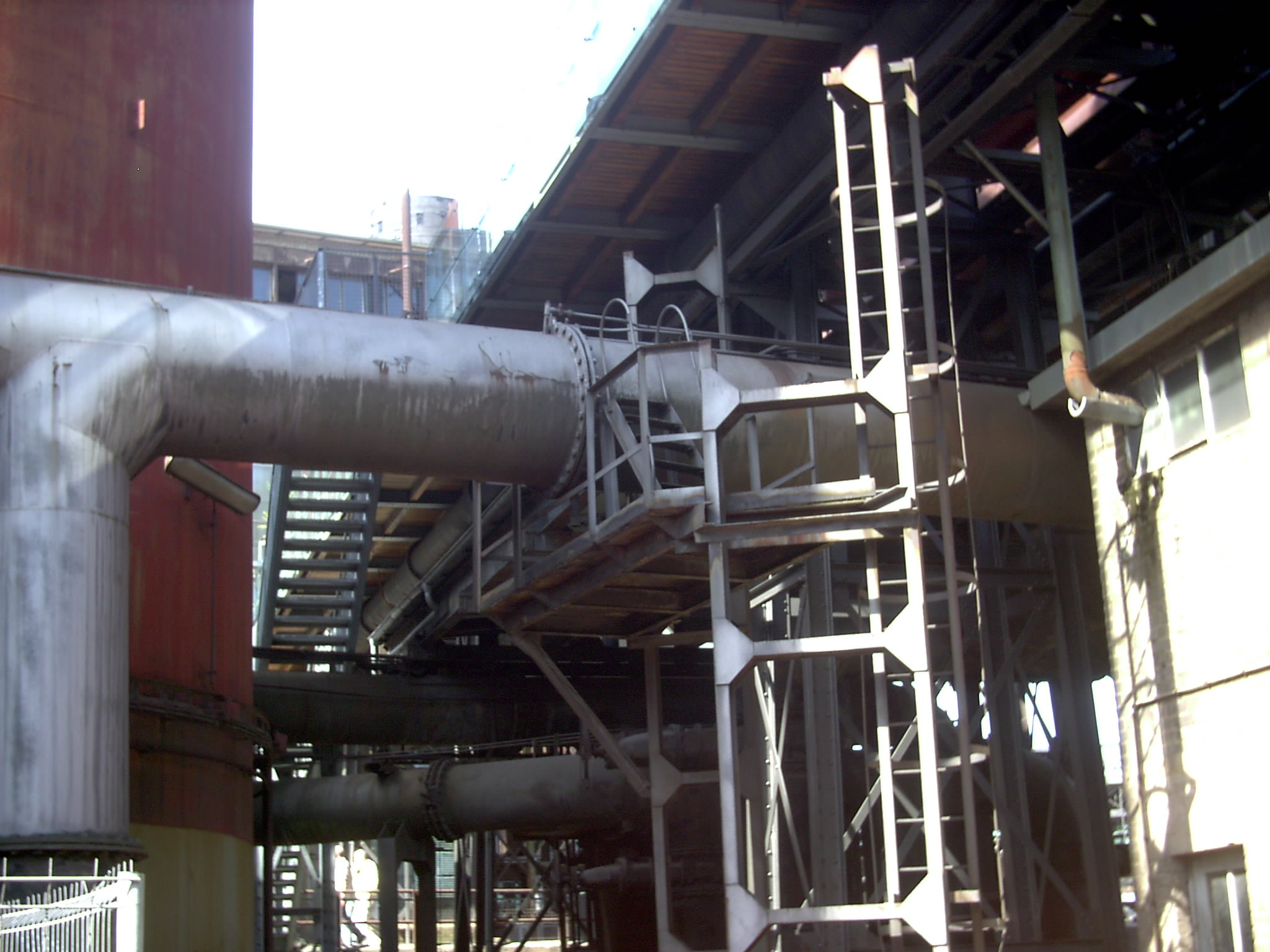
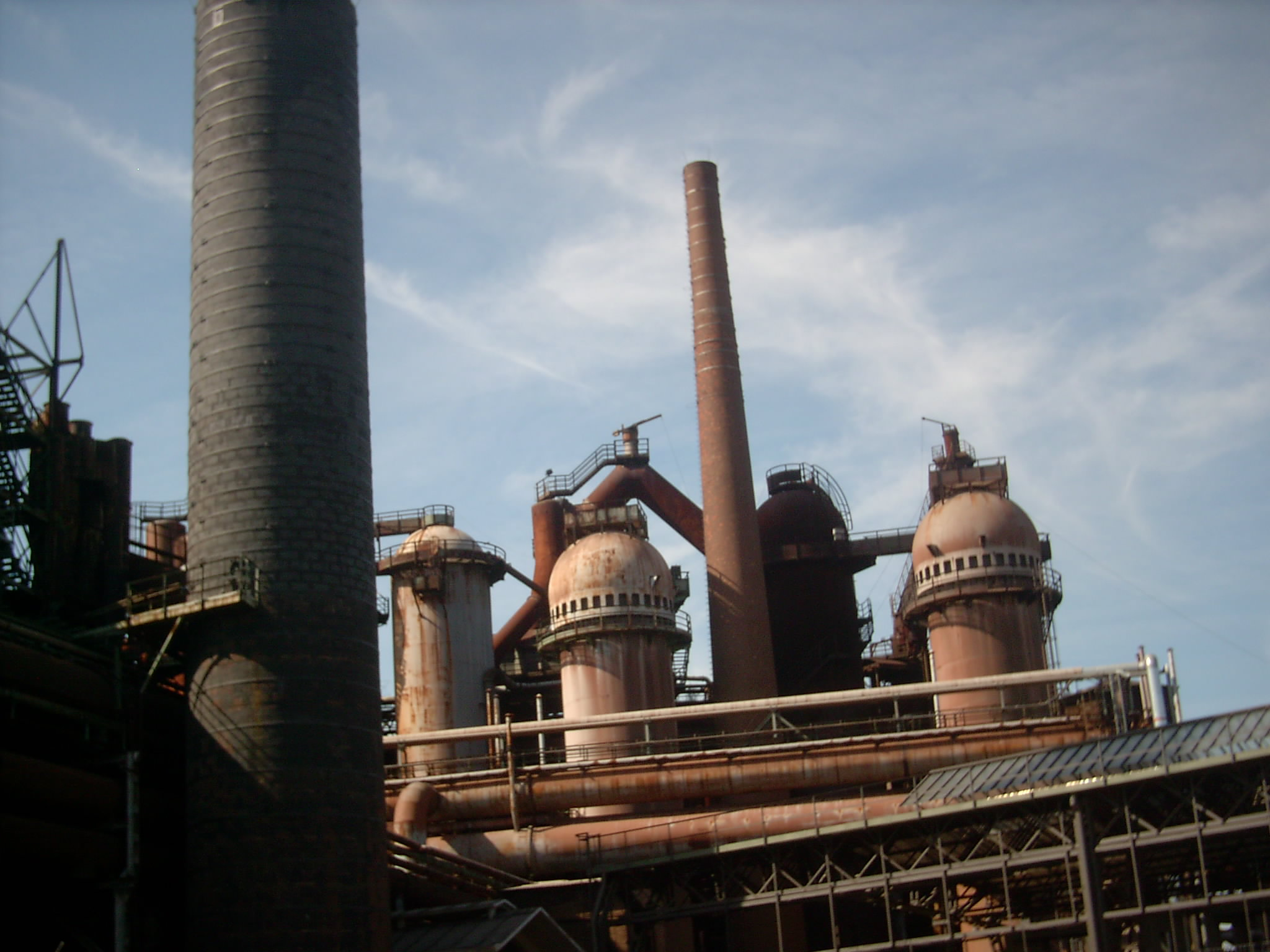
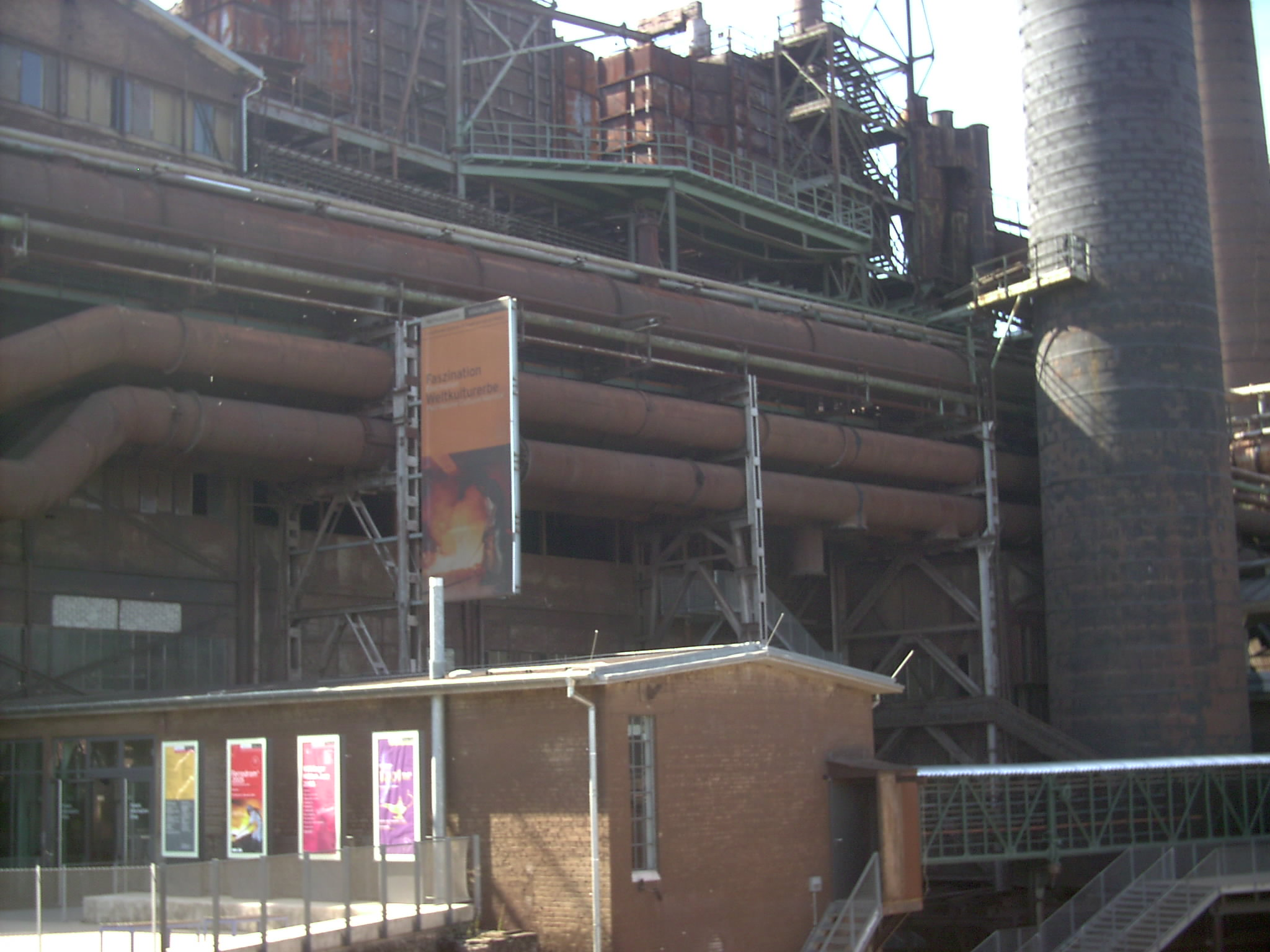
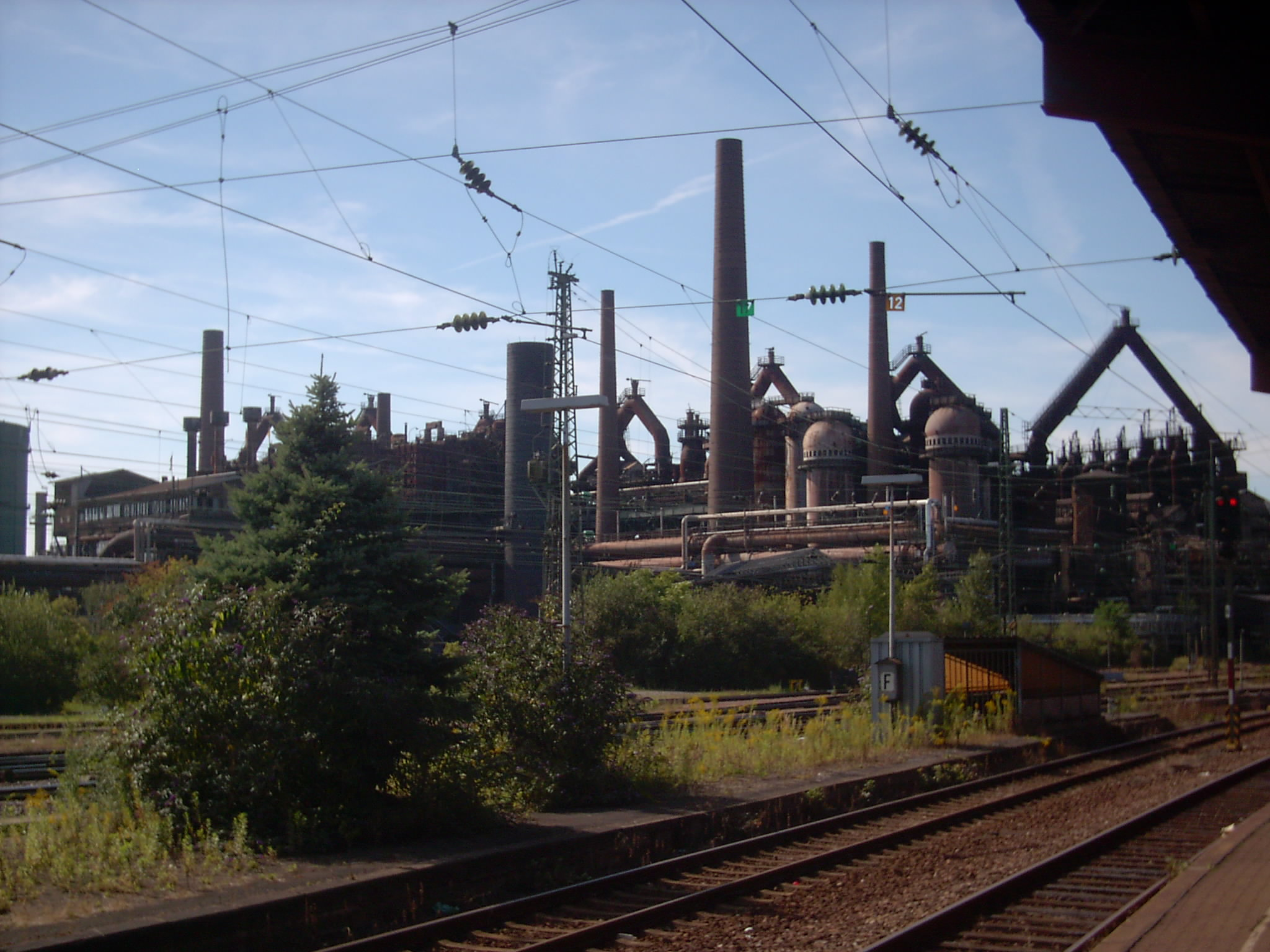
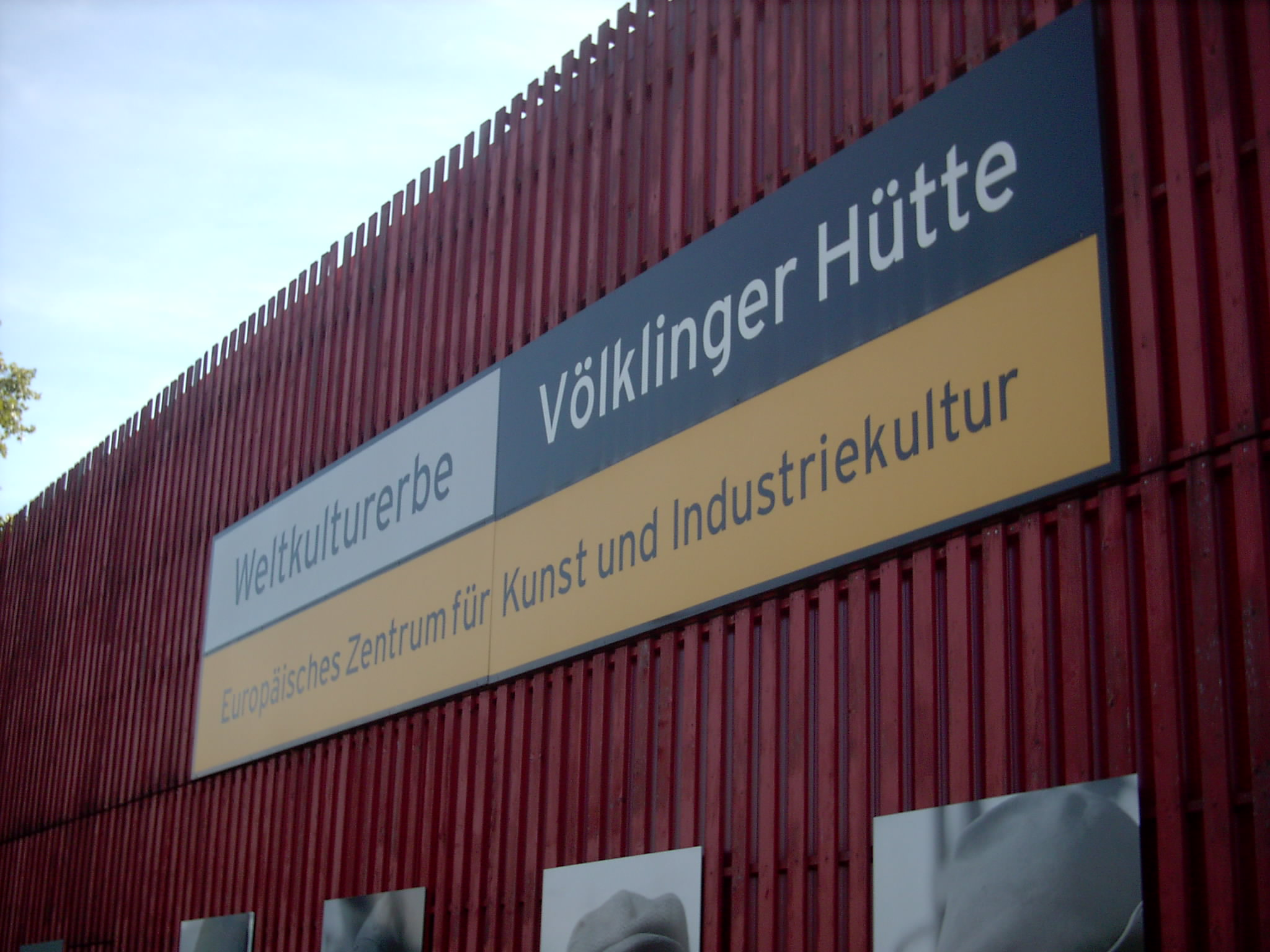